# Anna Šabatová
Anna Šabatová (née le 23 juin 1951) est une femme politique tchèque et ancienne médiatrice de la République tchèque. Elle est signataire de la Charte 77 et sa porte-parole en 1986. Šabatová reçoit le Prix des droits de l'homme des Nations unies en 1998. Elle reçoit la Médaille tchèque du mérite (première classe) en 2002 et l'Ordre de Tomáš Garrigue Masaryk IIIe Classe en 2024. En 2014, Šabatová a été élue médiatrice de la République tchèque, en remplacement de Pavel Varvařovský. 
En octobre 2020, elle se présente au Sénat à Brno mais perd au second tour.